# Магдаленсберг
Магдаленсберг (нем. Magdalensberg,словен. Štalenska gora) — коммуна в Австрии, в федеральной земле Каринтия.
Входит в состав округа Клагенфурт. Население составляет 3078 человек (на 31 декабря 2005 года). Занимает площадь 42,89 км². Официальный код — 2 04 42. дргугй язык: слове́нский.

## Политическая ситуация
Бургомистр коммуны — Ведениг Герхард (СДПА) по результатам выборов 2003 года.
Совет представителей коммуны (нем. Gemeinderat) состоит из 19 мест.
- СДПА занимает 9 мест.
- АНП занимает 6 мест.
- АПС занимает 4 места.

## Окрестности

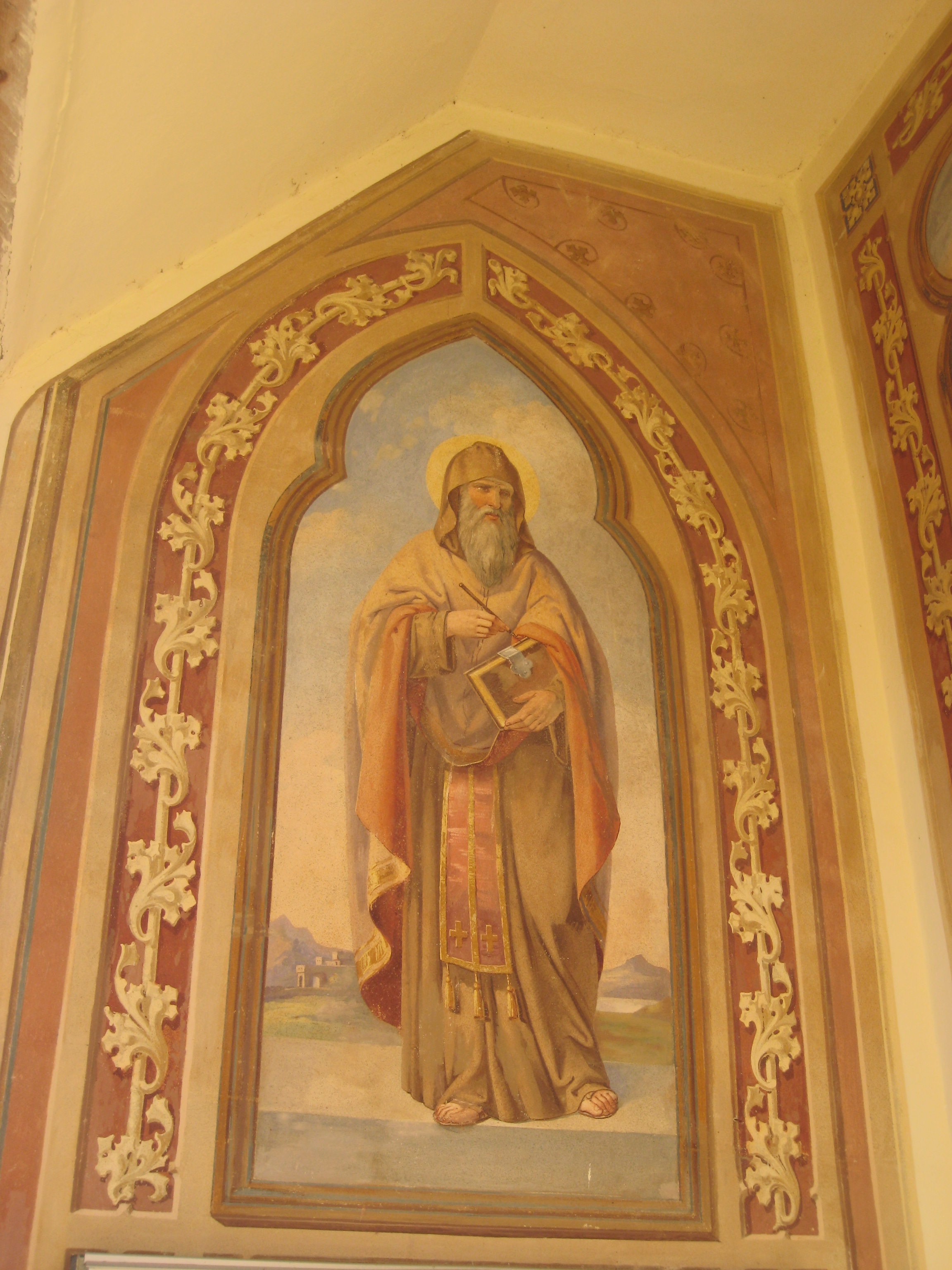
Св. Кирилл в Санкт-Мартине-у-Фрайнберка

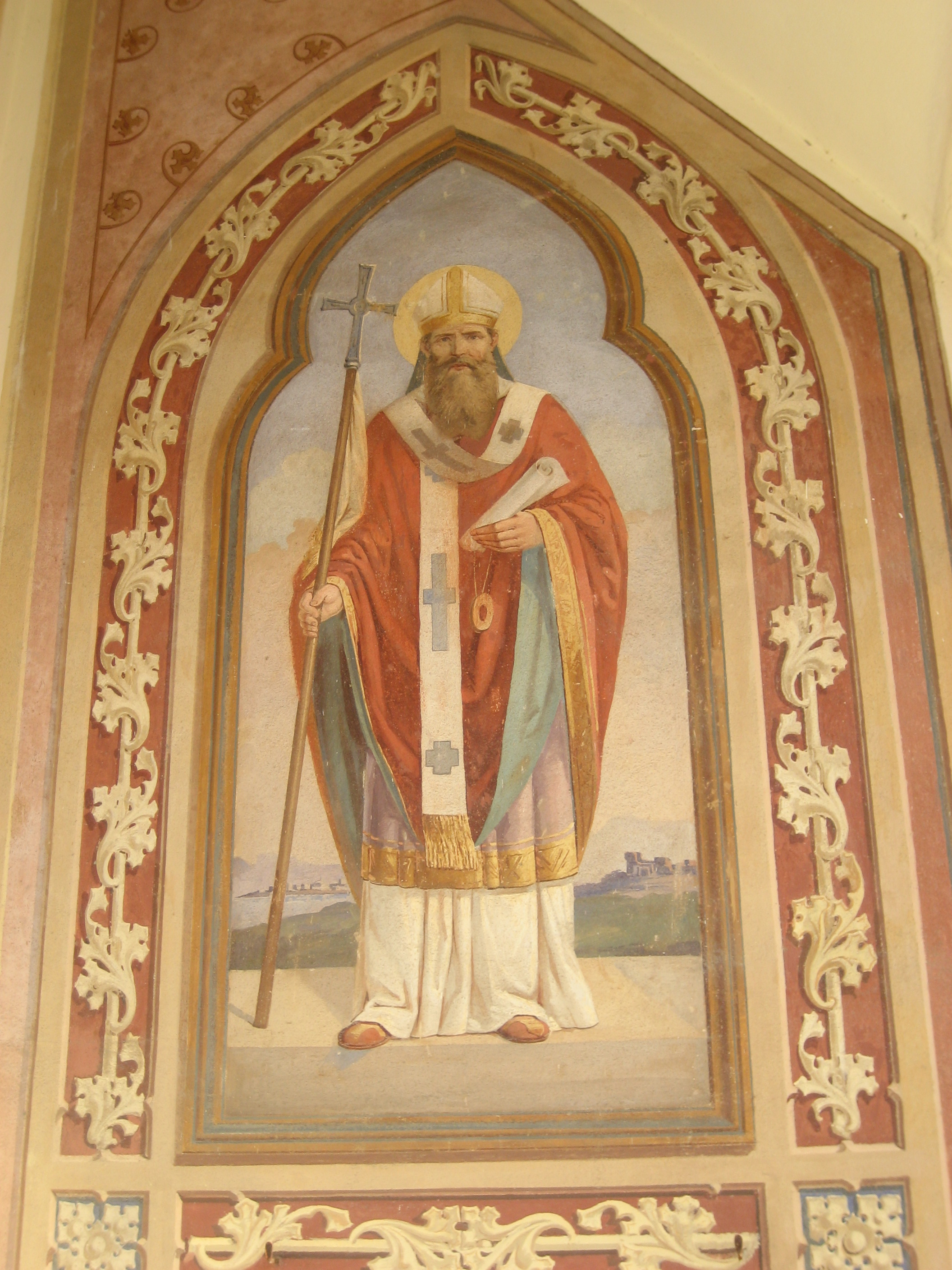
Св. Мефодий в Санкт-Мартине-у-Фрайнберка

Автохтонные словенские и немецкие наименования:
| - Bela (Бела) — Vellach - Bezovje (Безове) — Hollern - Borovje (Борове) — Farchern - Breza (Бреза) — Pirk - Bučinja vas (Бучиня вас) — Wutschein - Čilberk (Чилберк) — Zeiselberg - Domačnja vas (диалекталное то́же Mačja vas/ves) (Домачня вас) — Matzendorf - Dominča vas (Доминча вас) — Deinsdorf - Frajnberk (Фрайнберк) — Freudenberg - Goričica (Горичица) — Kreuzbichl - Gorje (Горе) — Göriach - Gundrska vas (Гундрска вас) — Gundersdorf - Krištofova gora (диалекталное то́же Krištof), (Криштофова гора) — Christofberg | - Loče (Лоче) — Latschach - Ličje (Личе) — Leibnitz - Male Goriče (Мале Гориче) — Kleingörtschach - Mižlja vas (Мижля вас) — Gammersdorf - Niča vas (Ничa вас) — Eixendorf - Ovčjak (Овчяк) — Eibelhof - Ovše (Овше) — Gottesbichl - Otmanje (Отмане) — Ottmanach - Partovca (Партовца) — Portendorf - Rogarja vas (Рогаря вас) — Reigersdorf - Smolje (Смоле) — Kronabeth - Srepiče (Срепиче) — Stuttern - Suho polje / Niče (Сухо поле / Ниче) — Dürnfeld - Svinča vas (Свинча вас) — Zinsdorf | - Šentlovrenc (Шентловренс) — Sankt Lorenzen - Šenttomaž (Шенттомаж) — Sankt Thomas - Škofji Dvor (Шкофйи Двор) — Pischeldorf - Šmartin (Шмартин) — Sankt Martin - Štalenska gora (Шталенска гора) — Magdalensberg - Timenitz / Timenica (Тименица) - Trovovska vas / Trebeša vas (Трововска вас / Требеша вас) — Treffelsdorf - Vasja vas (Вася вас) — Lassendorf - Virnja vas (Вирня вас) — Geiersdorf - Zapuže (Запуже) — Haag - Zgornje Goriče (Згорне Гориче) — Großgörtschach - Žilje (Жиле) — Schöpfendorf - Žilje (Жиле) — Sillebrücke |

## Фотографии

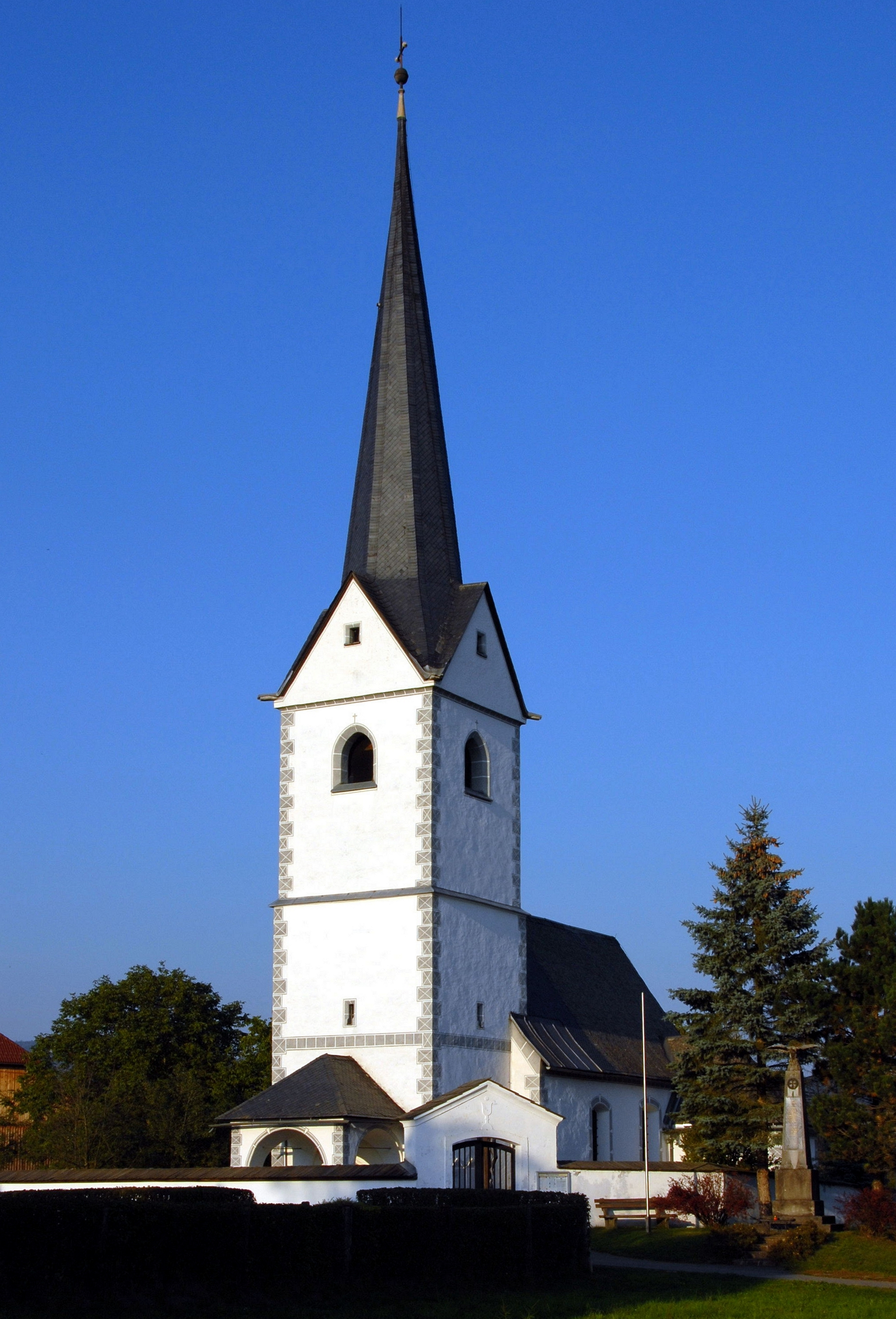
Церковь
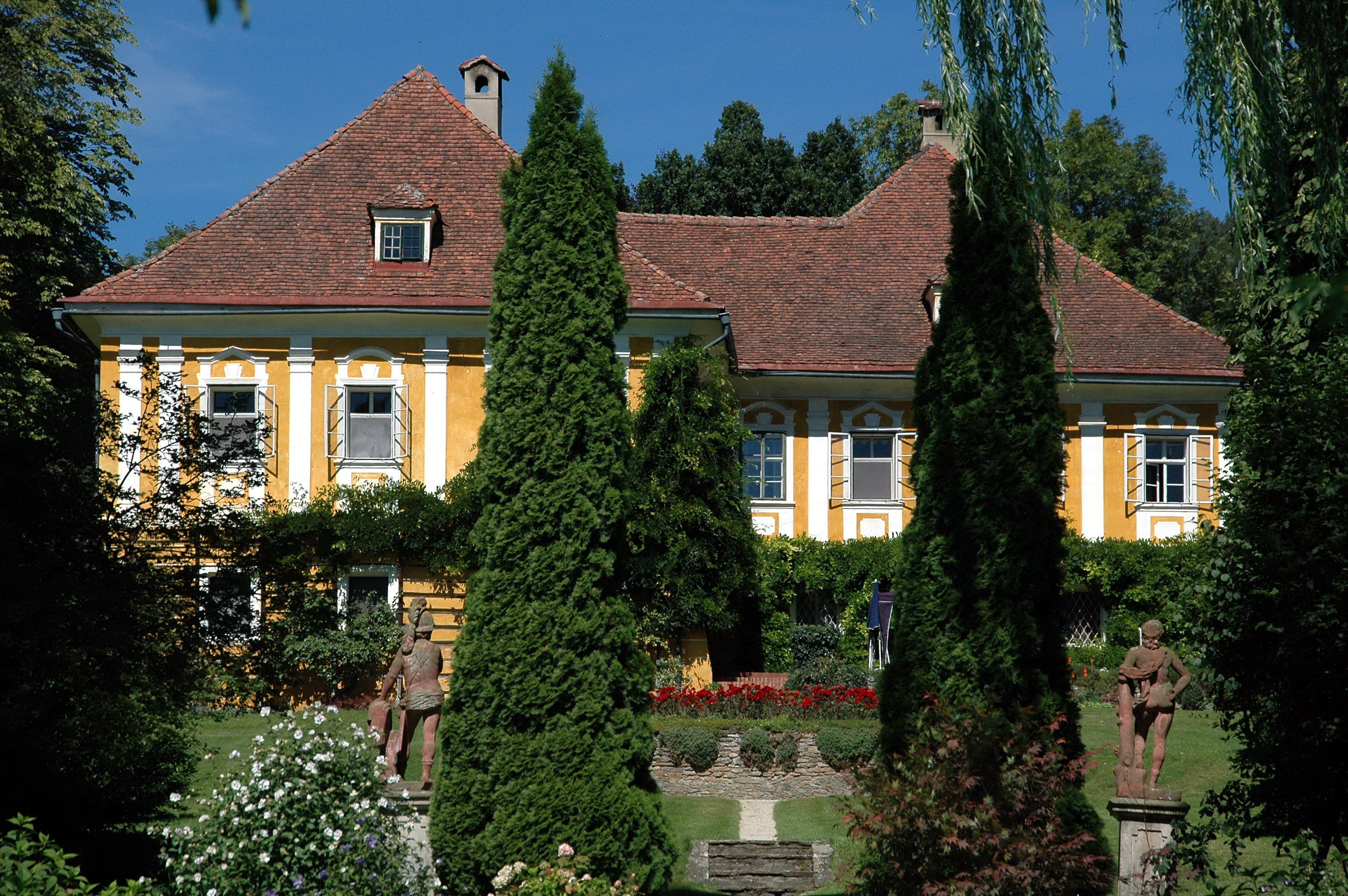
Замок
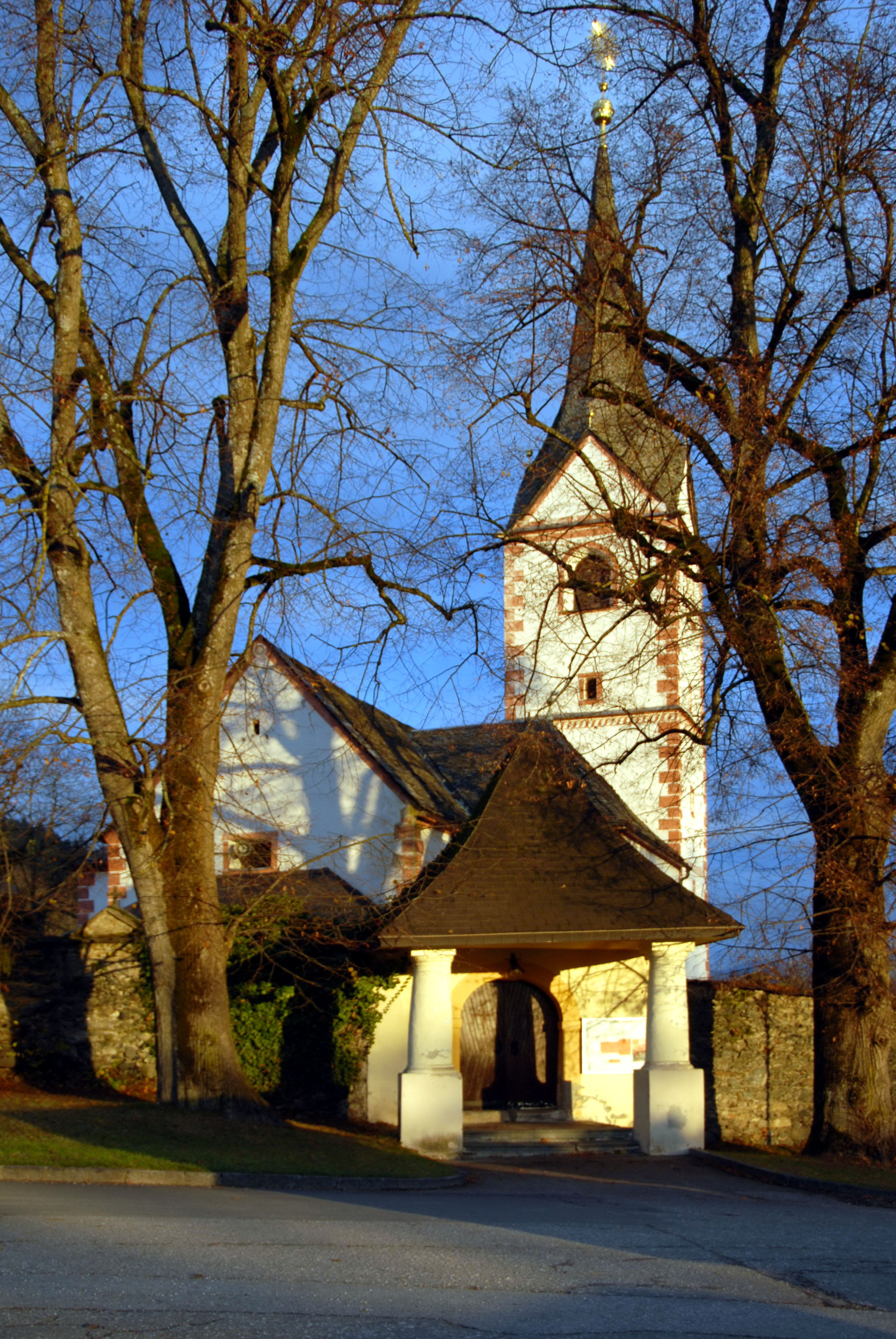
Церковь
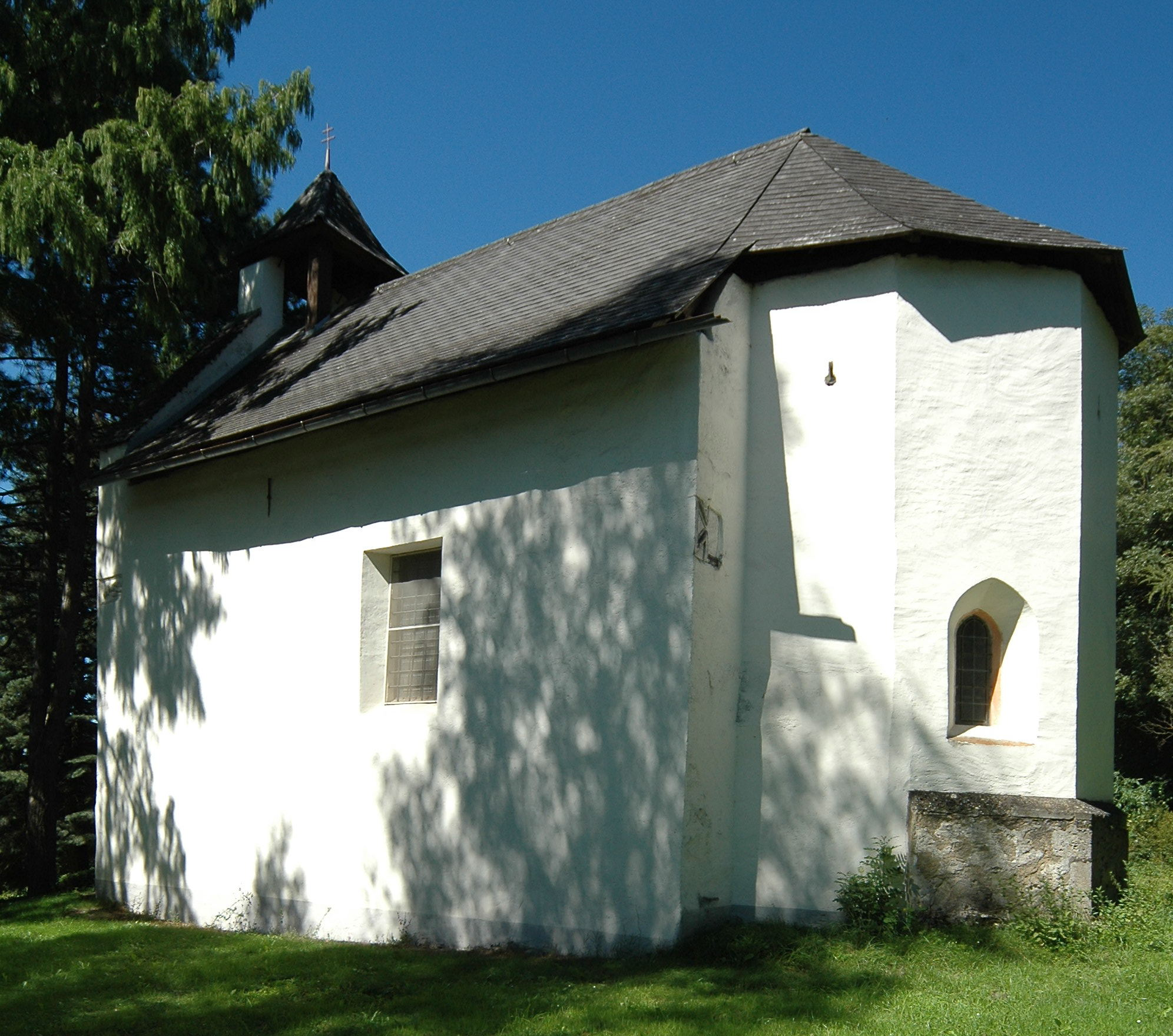
Замок
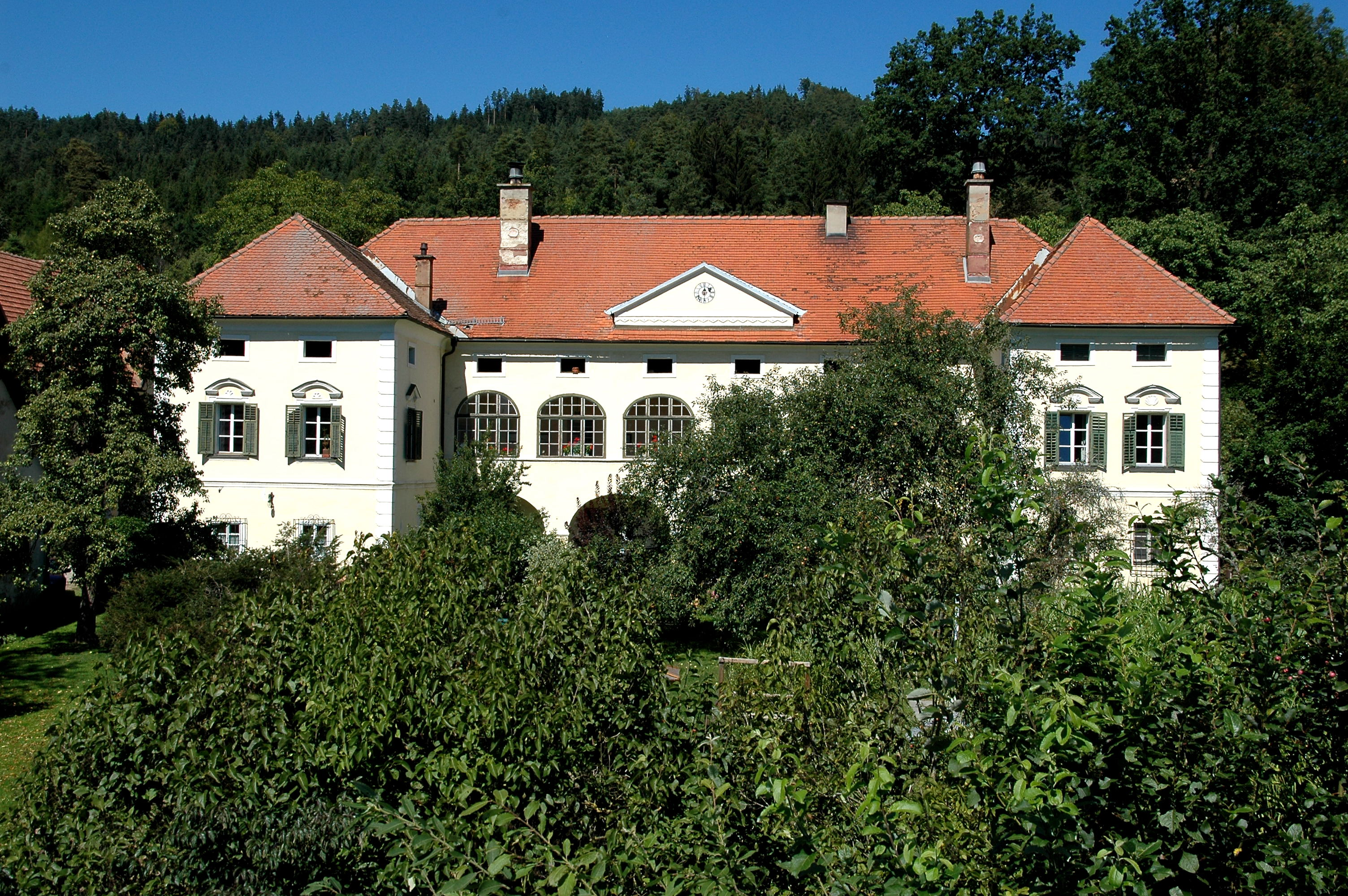
Замок
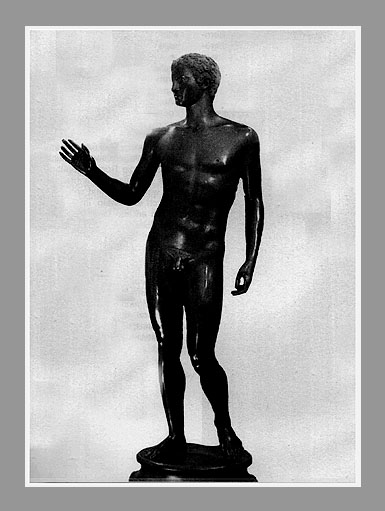
Юноша из Магдаленсберга